# زيد المطيري
زيد المطيري (ولد في 25 مارس 1982) هو لاعب رماية كويتي. فاز بالميدالية الفضية ضمن فريق الرماية الكويتي في دورة الألعاب الآسيوية 2006 في الدوحة، قطر. كما حصل على ميداليتين أخريين في الرماية على الأطباق (السكيت) في بطولة كأس العالم للرماية(2007 في ماريبور، سلوفينيا، و2009 في سان مارينو).
مثل المطيري الكويت في الألعاب الأولمبية الصيفية 2008 في بكين، حيث تنافس في مسابقة رماية السكيت للرجال، إلى جانب المنافس في 4 دورات أولمبية عبد الله الرشيدي. واحتل المطيري المركز العاشر فقط بفارق نقطتين خلف زميله الرشيدي، بمجموع 118 هدفًا في التصفيات التي استمرت يومين، ونقطة إضافية من مباراة فاصلة.